# Pocketbok

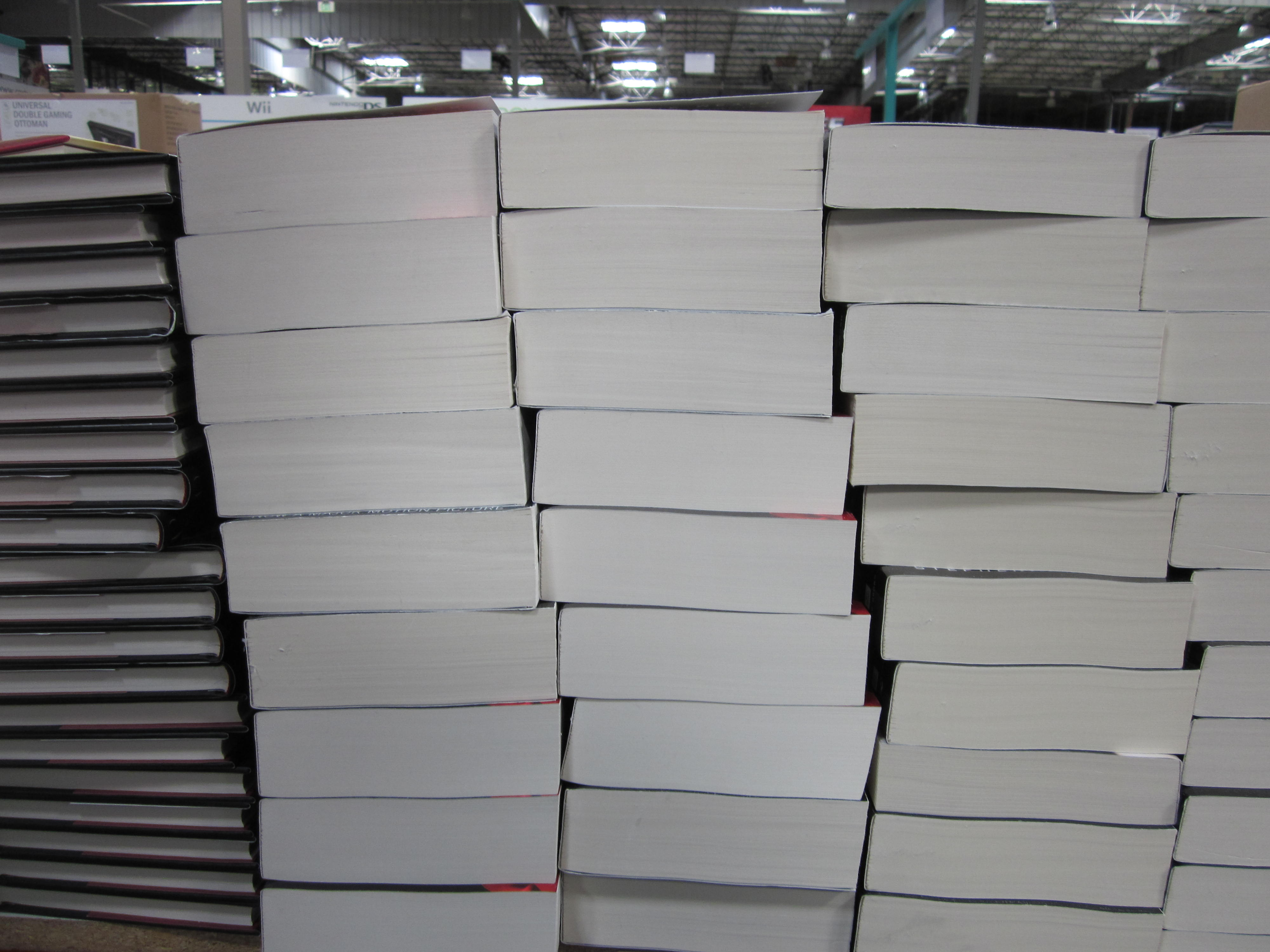
Staplar med pocketböcker.

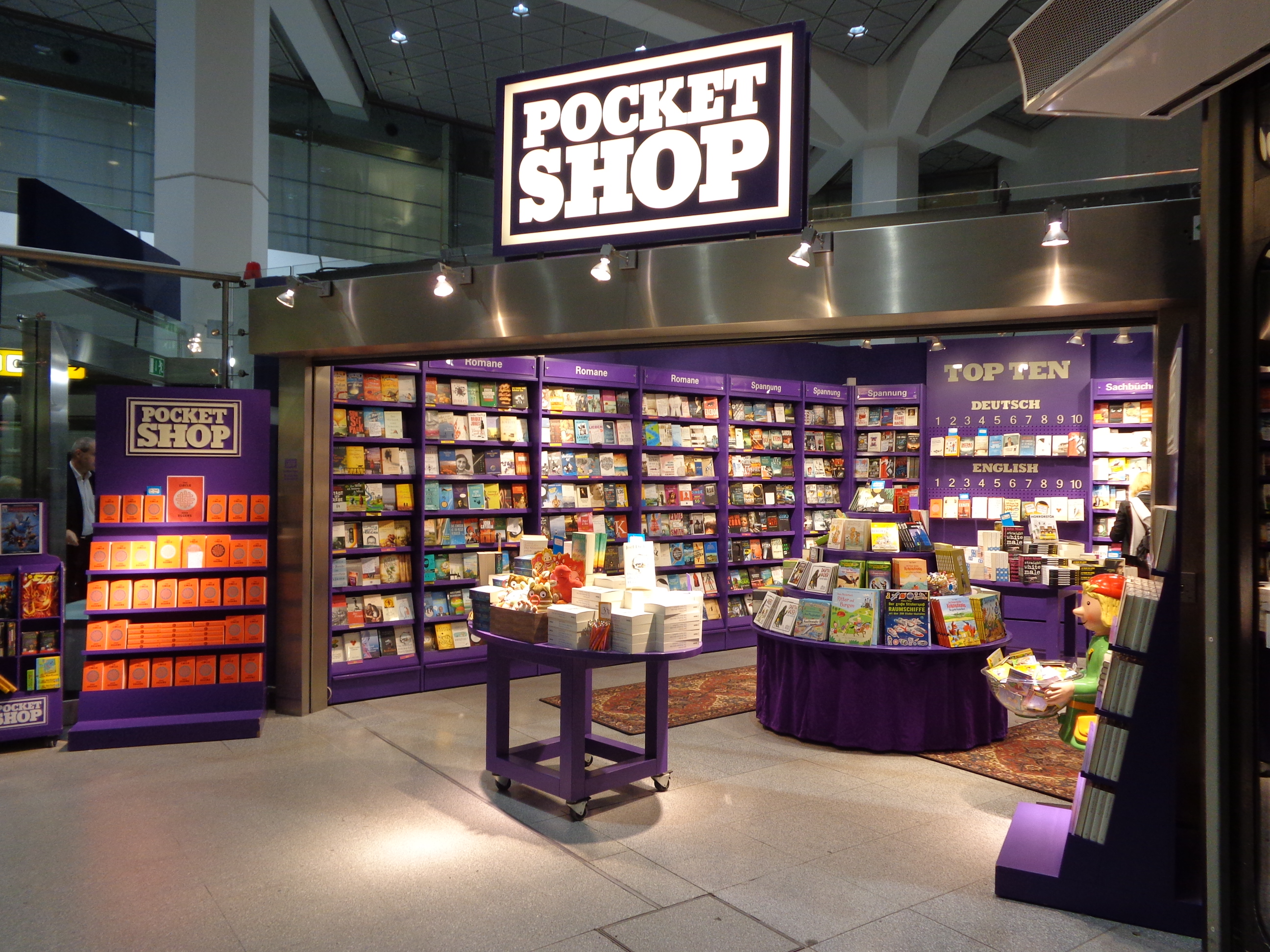
En pocketbutik i Berlin.

Pocketbok (ofta bara kallad pocket) är en bok med mjuka pärmar. Namnet kommer från engelskans ord för ficka, då en pocket vanligtvis är i ett A5-liknande format, som ryms att bära med sig i en normal rockficka eller handväska. Pocketböcker finns även i större storlekar och kallas då för storpocket.
Såväl skönlitteratur som facklitteratur ges ut i pocketform. Populärare böcker ges ofta ut i en dyrare, mer hållbar inbunden version med hårda pärmar först och släpps en tid senare i en eller flera billigare pocketutgåvor. Böcker i pocketform säljs numera oftast i större mängd än inbundna böcker, vilket lär bero på att de är billigare att framställa och därmed också billigare att köpa.   Förutom att pärmarna är mindre tåliga har de i regel en mindre hållbar limbindning i bokryggen och är ibland tryckta på enklare papper som gulnar fortare. Det finns dock en stor variation av kvaliteter.
Vissa böcker ges enbart ut i pocketformat såsom olika typer av deckare, lågprisutgåvor, och den genre som brukar benämnas kiosklitteratur. Vissa bokhandelskedjor har specialiserat sig på att enbart sälja pocketböcker och vissa bokförlag ger enbart ut pocketböcker. Större bokförlag har inte sällan ett särskilt dotterförlag för utgivning av ett eller flera förlags böcker i pocketversion, såsom Månpocket och PanBok.
Utöver pocketböcker med mjuka pärmar finns också en enklare, pocketliknande form av bok med hårda pärmar men enklare limmad rygg, kallad kartonnageband. Inte minst i samband med bokrea trycks ofta särskilda billigare utgåvor upp i denna form, vilken för den oinvigde lätt kan ge intryck av att vara i samma form som den ursprungliga, dyrare, inbundna originalupplagan.

## Pockettidning
Även tidskrifter kom under 1900-talet att börja ges ut i miniformatet liknande en pocketbok. Bland dessa finns tidskrifter som "Det bästa" / "Reader's Digest", "Allt" och "Pockettidningen R".